# E2F1
فاکتور رونویسی E2F1 (انگلیسی: Transcription factor E2F1) یک پروتئین است که در انسان توسط ژن «E2F1» کُدگذاری می‌شود و عضوی از خانوادهٔ بزرگ پروتئین‌های E2F است.
این پروتئین‌ها، فاکتورهای رونویسی هستند و نقش مهم و حساسی در کنترل چرخه سلول و عملکرد ژن سرکوب‌گر تومور دارند.
پروتئین E2F1 ترجیحاً به شیوهٔ وابسته به چرخه سلول، به پروتئین رتینوبلاستوما متصل می‌شود. علاوه بر آن، این پروتئین رشد سلولی و همچنین آپوپتوز وابسته و غیر وابسته به پی۵۳ را میانجیگری می‌کند.
این مولکول با فاکتور رونویسی Sp1 تعامل پروتئین-پروتئین دارد.

## برای مطالعهٔ بیشتر
- Dupont E, Sansal I, Toru D, Evrard C, Rouget P (1997). "[Identification of NPDC-1, gene involved in the control of proliferation and differentiation of neural and glial precursors]". C. R. Séances Soc. Biol. Fil. 191 (1): 95–104. PMID 9181131.
- Stevens C, La Thangue NB (2005). "The emerging role of E2F-1 in the DNA damage response and checkpoint control". DNA Repair (Amst.). 3 (8–9): 1071–9. doi:10.1016/j.dnarep.2004.03.034. PMID 15279795.
- Zhang Z, Wang H, Li M, Rayburn E, Agrawal S, Zhang R (2006). "Novel MDM2 p53-independent functions identified through RNA silencing technologies". Ann. N. Y. Acad. Sci. 1058 (1): 205–14. doi:10.1196/annals.1359.030. PMID 16394138.
- Schild C, Wirth M, Reichert M, Schmid RM, Saur D, Schneider G (July 2009). "PI3K signaling maintains c-myc expression to regulate transcription of E2F1 in pancreatic cancer cells". Mol. Carcinog. 48 (12): 1149–58. doi:10.1002/mc.20569. PMID 19603422.